# Catedral de La Magdalena (Getafe)
La Santa Iglesia Catedral de Santa María Magdalena, conocida simplemente como catedral de La Magdalena, es una iglesia catedralicia de culto católico dedicada a Santa María Magdalena. Está situada en el barrio Centro de Getafe, en la plaza de La Magdalena. La catedral es el principal templo de la diócesis de Getafe, sede del obispo.
Sus arquitectos fueron Alonso de Covarrubias y Juan Gómez de Mora. Comenzó su construcción en 1549 y se finalizó en 1770. Los estilos predominantes son el Renacentista y el Barroco. La torre, de estilo mudéjar, corresponde al templo anterior. Está considerado como uno de los mejores ejemplares de la arquitectura renacentista en la Comunidad de Madrid.
El templo fue consagrado catedral el 23 de julio de 1995 por el primer obispo de Getafe, Francisco José Pérez y Fernández-Golfín.

## Historia

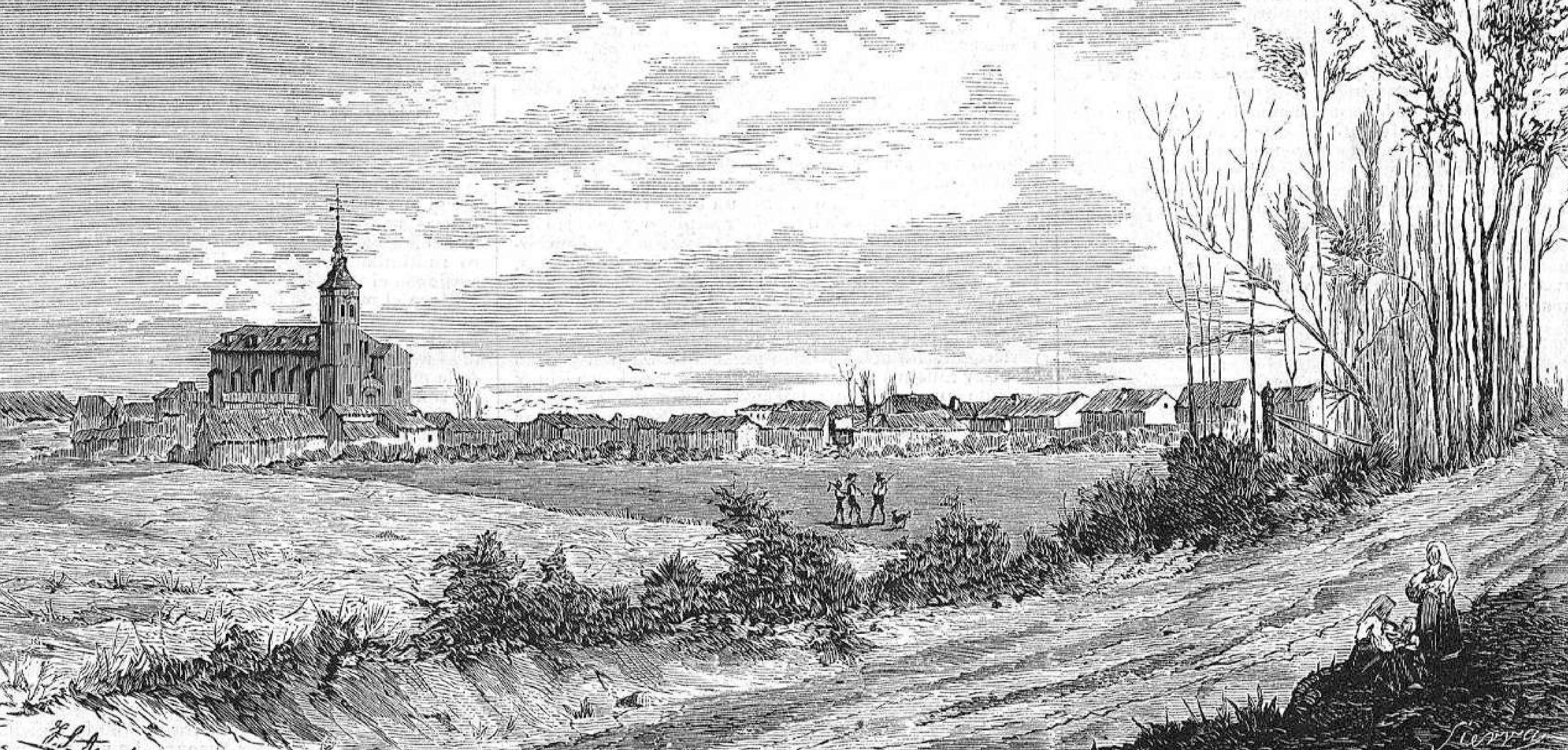
Grabado del de la catedral de Getafe. Hasta la segunda mitad del fue el edificio más alto de Getafe

Este templo se levanta sobre una antigua iglesia mudéjar construida a mediados del siglo XIV. De esta se conserva solo la torre noroeste de base cuadrada, realizada en ladrillo y mampostería, a la que se añadió en 1660 el chapitel de pizarra, obra de Juan Gómez, Manuel Sánchez y Juan Valtierra, maestros de carpintería en Madrid. Sigue el estilo clásico de los chapiteles difundidos en el Madrid de los Austrias, y se levanta sobre un cuerpo de campanas reconstruido, respetando el original mudéjar. Las primeras campanas se encargaron en 1566 al campanero toledano Juan del Cerro.
El aumento de la población de Getafe en los siglos XV y XVI hizo que la antigua iglesia se quedara pequeña, siendo derribada en 1549 para construir otra mayor sobre el mismo solar.
Alonso de Covarrubias, a instancias del cardenal de Toledo Juan Martínez Silíceo, proporcionó las trazas para el nuevo templo, por las que cobró 16 ducados de oro. Ese mismo año, en la subasta pública celebrada el 5 de febrero de 1549, la construcción de la iglesia fue adjudicada al maestro de obras Juan Francés, tras ser aceptada su oferta de 2800 ducados de oro. Sin embargo, dos años después, sin haber pasado de los cimientos, Juan Francés ya no tenía a cargo la obra, quizá por haber fallecido en ese tiempo.
Las obras proseguirán lentamente, cambiando con frecuencia los maestros encargados de ellas, hasta que en 1587 asuma la dirección el aparejador Juan Nantes.

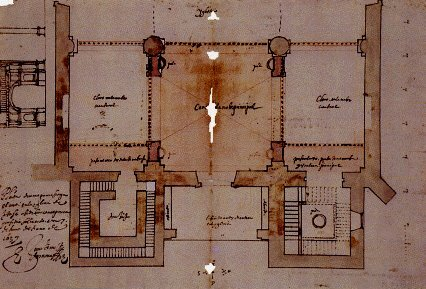
Trazas del pórtico y torres de la catedral hechas por Juan Gómez de Mora en 1639.

En 1590 se daba por terminada, a falta solo de las bóvedas. Estas se pusieron entre 1614 y 1618, pero solo dos años después amenazaban ruina. Se pidió, entonces, un informe a Juan Gómez de Mora, arquitecto Mmayor de Felipe IV, quien aconsejó derribar todo excepto la cabecera, el crucero y las torres, en vista del mal estado de las paredes, debido a la deficiente unión de las nuevas bóvedas con la vieja fábrica.
En 1622 el mismo Gómez de Mora dio las condiciones para la reconstrucción de lo que se había derribado, adjudicándose las obras a Bartolomé de Barreda, quien se comprometía a finalizarlas en un plazo de nueve años. En diciembre de 1632, aún sin concluir, se produjo un desplome parcial, ocasionando varias muertes, por lo que Barreda estuvo en prisión por un breve periodo de tiempo, siendo condenado por el Consejo Real, junto con Francisco del Río, a quien había cedido parte de las obras, a terminarlas a su costa y en toda perfección en un plazo de dos años. En 1636 se completó la cubrición de la nave y en mayo de 1639 hubo fiestas para celebrar la terminación, procediéndose al traslado del Santísimo desde la iglesia de San Eugenio. 

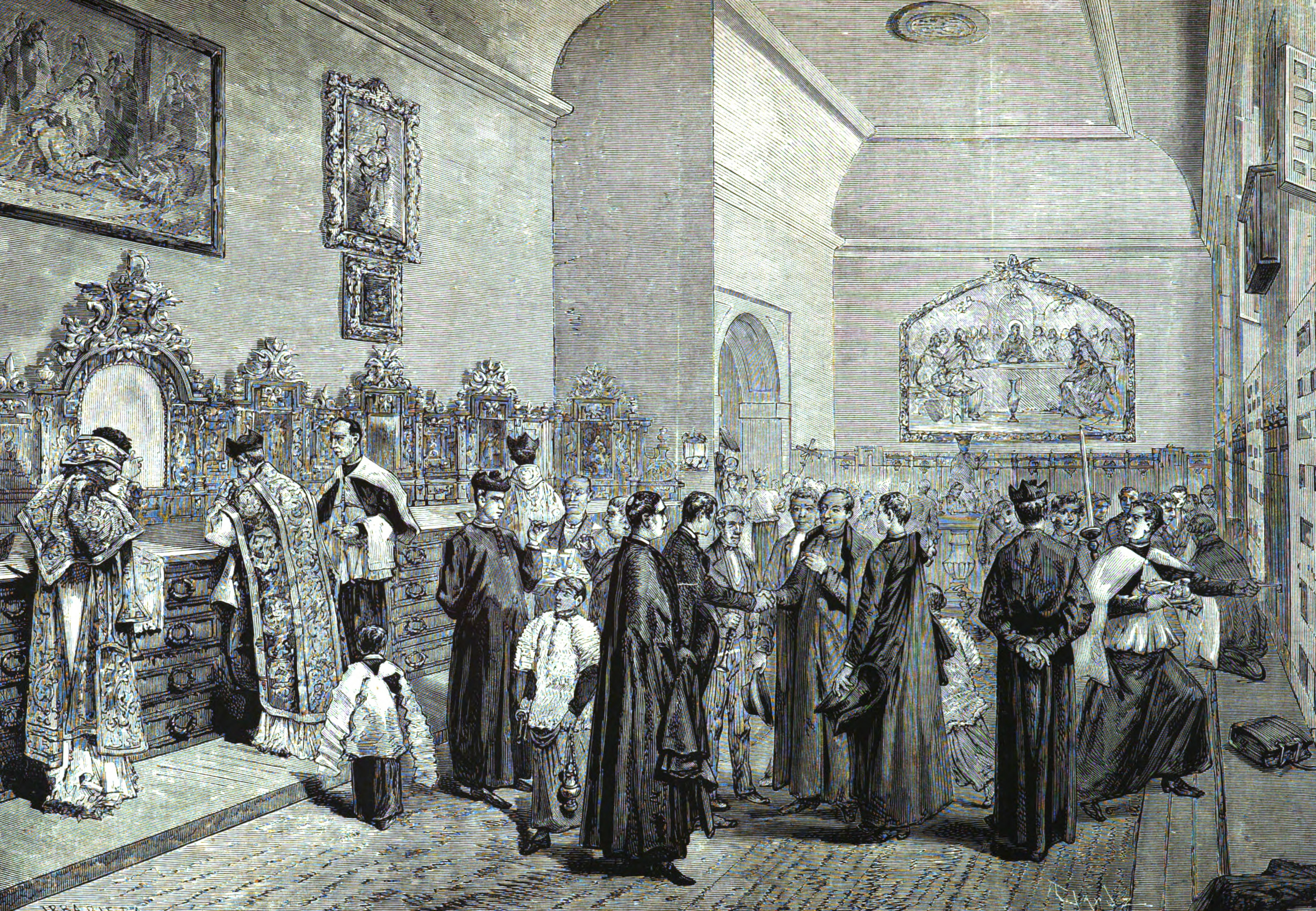
Sacristía del templo tras una ceremonia religiosa (1876)

Faltaban aún, sin embargo, las torres y la portada, adjudicadas a Juan Ruiz en 1648, aunque las obras no se iniciarán hasta 1652. El mismo Juan Ruiz presentó en 1667 las trazas para la nueva sacristía, adjudicada a Francisco Moreno, maestro de obras de Getafe. Finalmente, en 1770, año que está escrito sobre la entrada principal, se realizó la nueva portada, dándose por concluidas las obras, aunque todavía en 1775 fue preciso intervenir en el coro. En el siglo XX, la Iglesia sufrió una serie de intervenciones: se restauraron los lienzos de Alonso Cano de los retablos de la cabecera de las naves laterales, realizada entre 1945 y 1955; se amplió el presbiterio en 1957; se realizaron pequeñas obras para consolidar algunas partes del templo en 1958 y se restauró la torre y el chapitel en 1960. En 1958 fue declarada Monumento Histórico Artístico. 

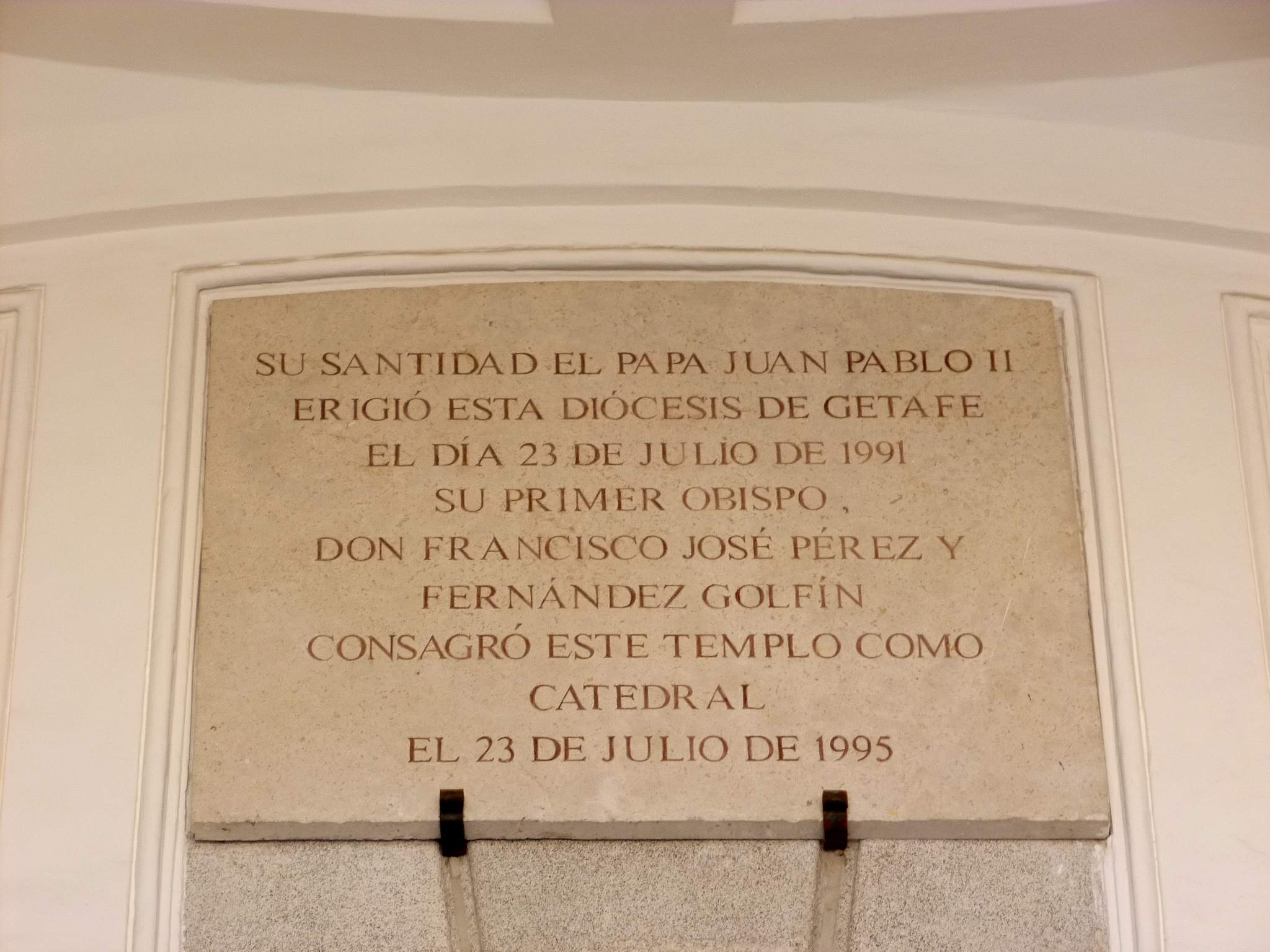
Placa conmemorativa de la consagración del edificio como catedral el 23 de julio de 1995

El 23 de julio de 1991 se desmembra de la archidiócesis de Madrid parte de su territorio para constituir dos nuevas diócesis sufragáneas. En el sur se erige la diócesis de Getafe. La iglesia parroquial fue elevada a catedral, en donde tomó posesión de la diócesis el primer obispo de Getafe, Francisco José Pérez y Fernández-Golfin, acompañado del nuncio Mario Tagliaferri, el arzobispo de Madrid, Ángel Suquia y diez prelados más. El 10 de octubre de 1998 se celebraron las últimas ordenaciones sacerdotales en el templo. A partir de entonces, estas y las consagraciones episcopales se celebrarían en el santuario del Cerro de los Ángeles.
En 1999 la catedral es cerrada para iniciarse su remodelación. La catedral desde hacía años presentaba humedades en el techo y paredes, así como grietas en muros, bóvedas, contrafuertes y arcos. Estos fallos en la estructura debido al mal estado de conservación, requerían una restauración urgente. El proyecto fue encargado al arquitecto José Ramón Duralde. Se procedió a reparar todos los daños estructurales y a instalar un sistema de calefacción para evitar humedades. En el año 2000 se encontraron restos de un cementerio del siglo XVII, piedras mozárabes en el presbiterio, y en la torre, parte de una muralla. Junto a las obras de restauración, se procedió a realizar un estudio arqueológico de los hallazgos. Esto hizo que las obras se demoraran hasta el año 2007, por lo que el ayuntamiento de Getafe, la Comunidad de Madrid y el obispado tuvieron que llegar a nuevos acuerdos sobre el presupuesto. En 2007 las obras fueron finalizadas, con un coste de 4,7 millones de euros, subvencionado gracias al Plan Nacional de Catedrales. El 23 de febrero se celebró una misa de acción de gracias, presidida por el arzobispo de Madrid y los obispos de Getafe y Alcalá, junto con los auxiliares de Madrid y Getafe, el arzobispo castrense y el nuncio papal. En la actualidad está abierta al público.

## Datos arquitectónicos

### Exterior

#### Atrio principal
La fachada principal, orientada al oeste, posee la puerta principal de acceso al templo. Está enmarcada por una portada de piedra blanca, con estilo sobrio. Es el elemento más tardío de la iglesia. La parte de la entrada se eleva formando un arco de medio punto y sobre este un friso. Por encima del friso se encuentra un relieve decorativo bajo un dosel de guirnaldas y debajo de él, la fecha de finalización del templo (1770). La pesada verja que da paso al interior del templo fue hecha en Getafe en 1770 por Francisco Manzano, maestro herrero y cerrajero del Palacio Real de Madrid.

#### Torre
La torre norte, que es de estilo mudéjar, combina el ladrillo y la mampostería toledana, se divide en tres cuerpos, y tiene un chapitel barroco de pizarra del siglo XVII. Los dos cuerpos inferiores son la parte más antigua de la catedral ya que datan del siglo XIV. En el campanario hay dos campanas en el nivel superior y otras siete en el inferior. La más antigua de ellas data de 1541 y la más grande, que tiene un diámetro de 124 cm, pesa 1104 kg. La torre sur es la nueva y fue comenzada a construir en el siglo XVII. Se proyectaron dos torres, una torre gemela a la otra, no obstante la falta de presupuesto hizo abandonar la idea inicial.

#### Atrios Laterales y Ábside
La cubierta del templo es a dos aguas y de teja árabe. En las fachadas laterales se encuentran otras dos entradas al templo que dan a las naves laterales. Todos los laterales se encuentran sostenidos con contrafuertes, los cuales son elementos propiamente góticos.

Exterior de la catedral
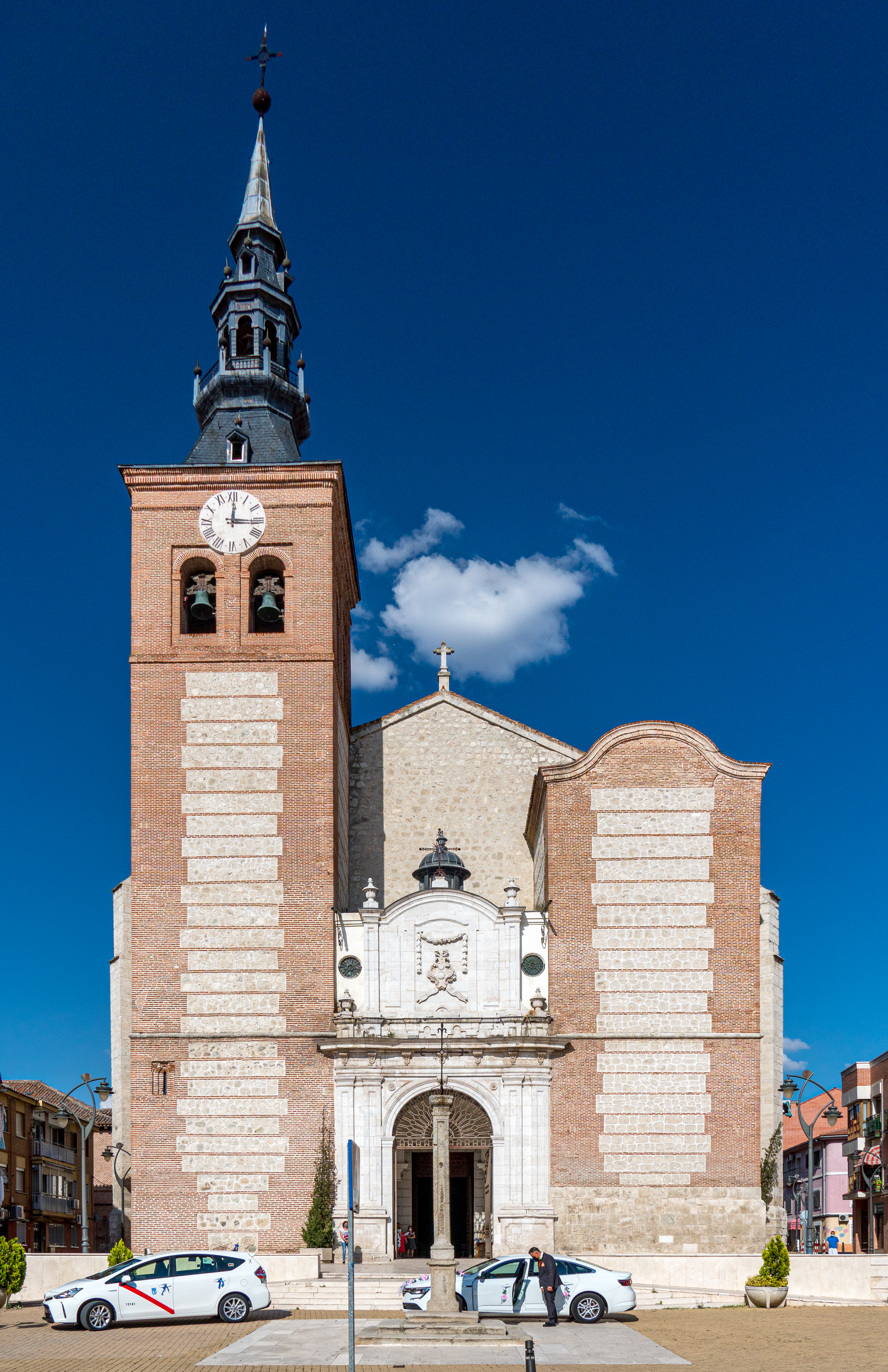
Fachada principal, orientada hacia el oeste.
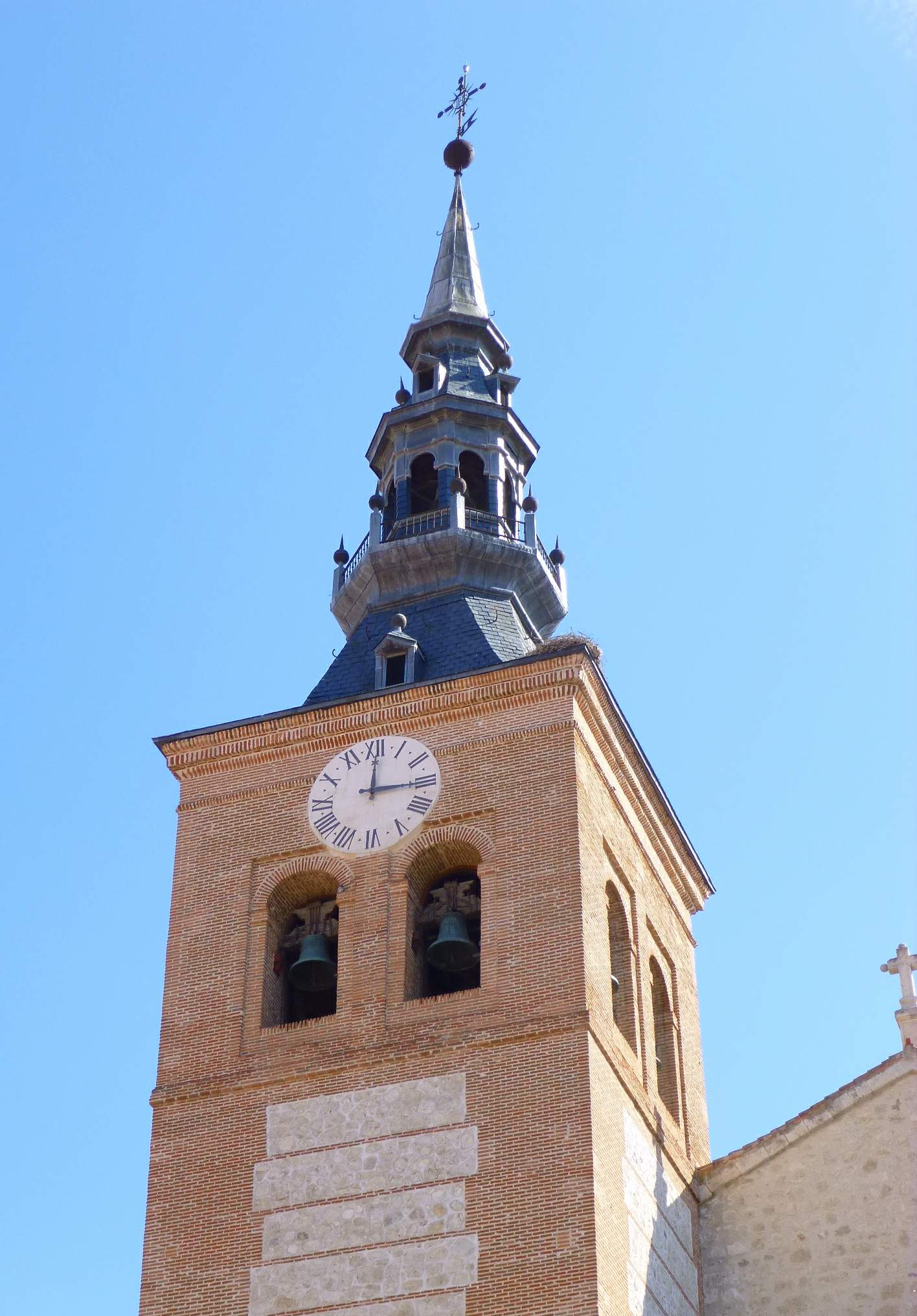
Detalle del chapitel de la torre.
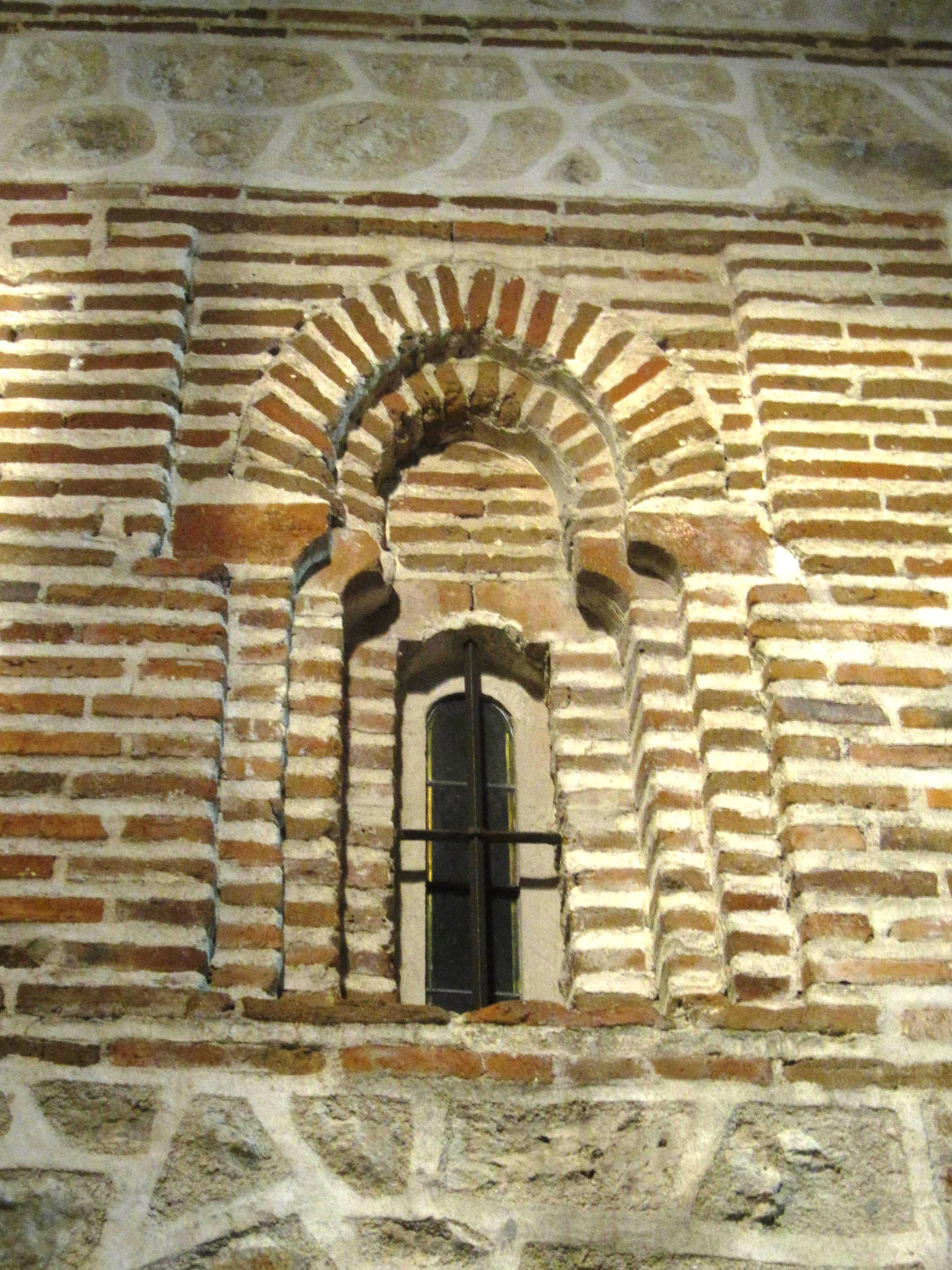
Ventana mudéjar del siglo XIV. Está situada en el cuerpo bajo de la torre.
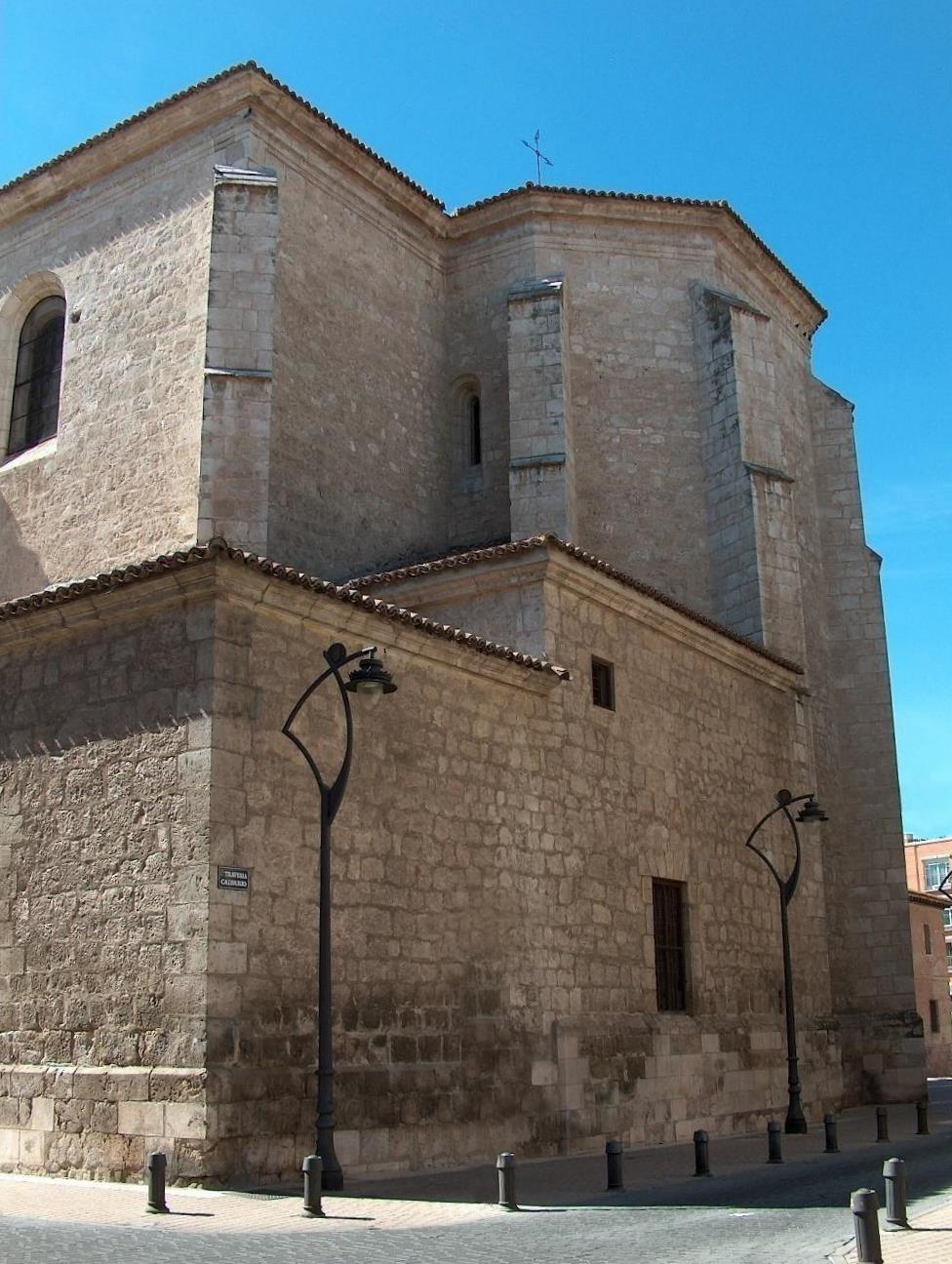
Ábside con los contrafuertes.
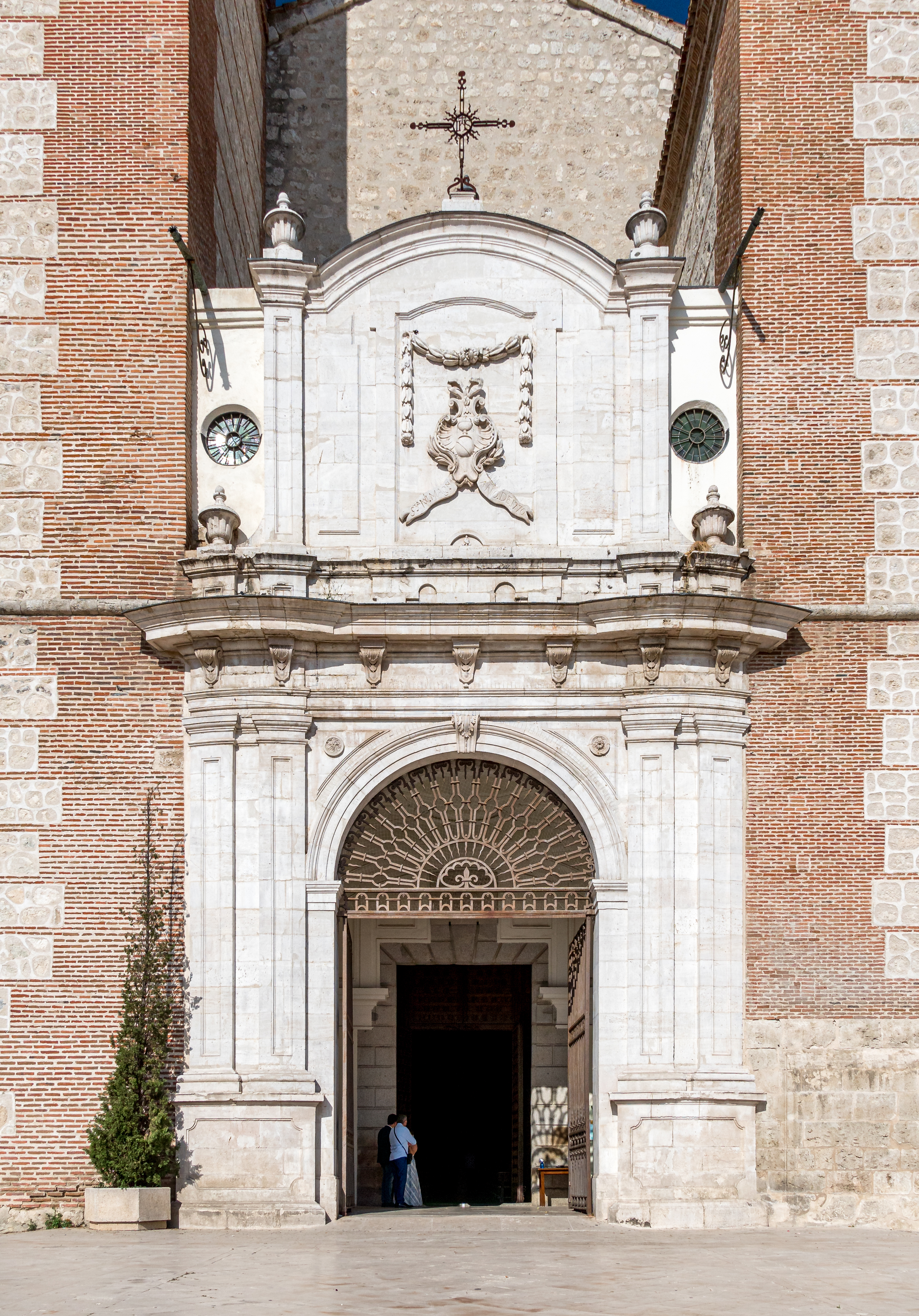
Detalle de la puerta central.
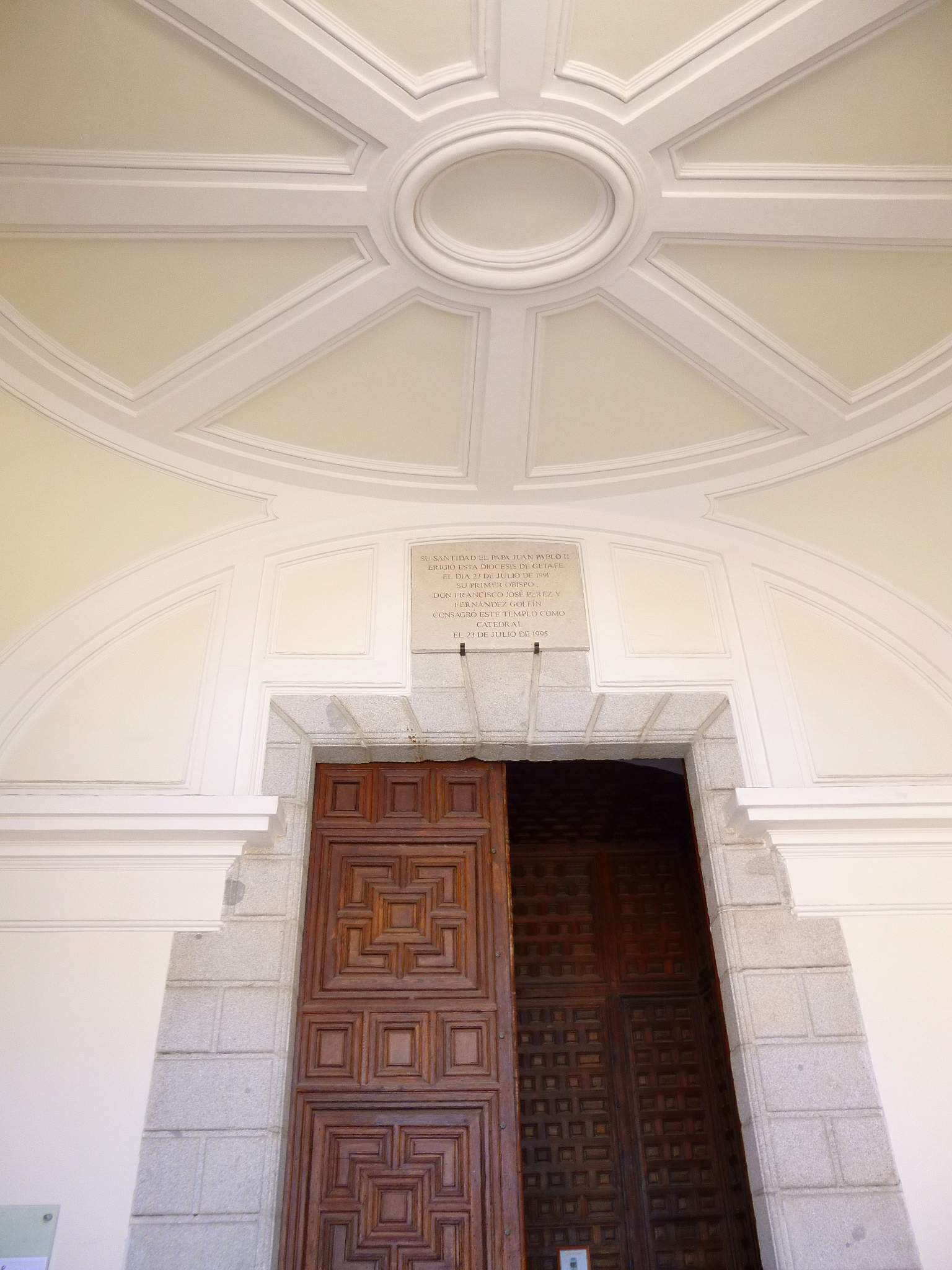
Sotacoro de la entrada principal.

### Interior

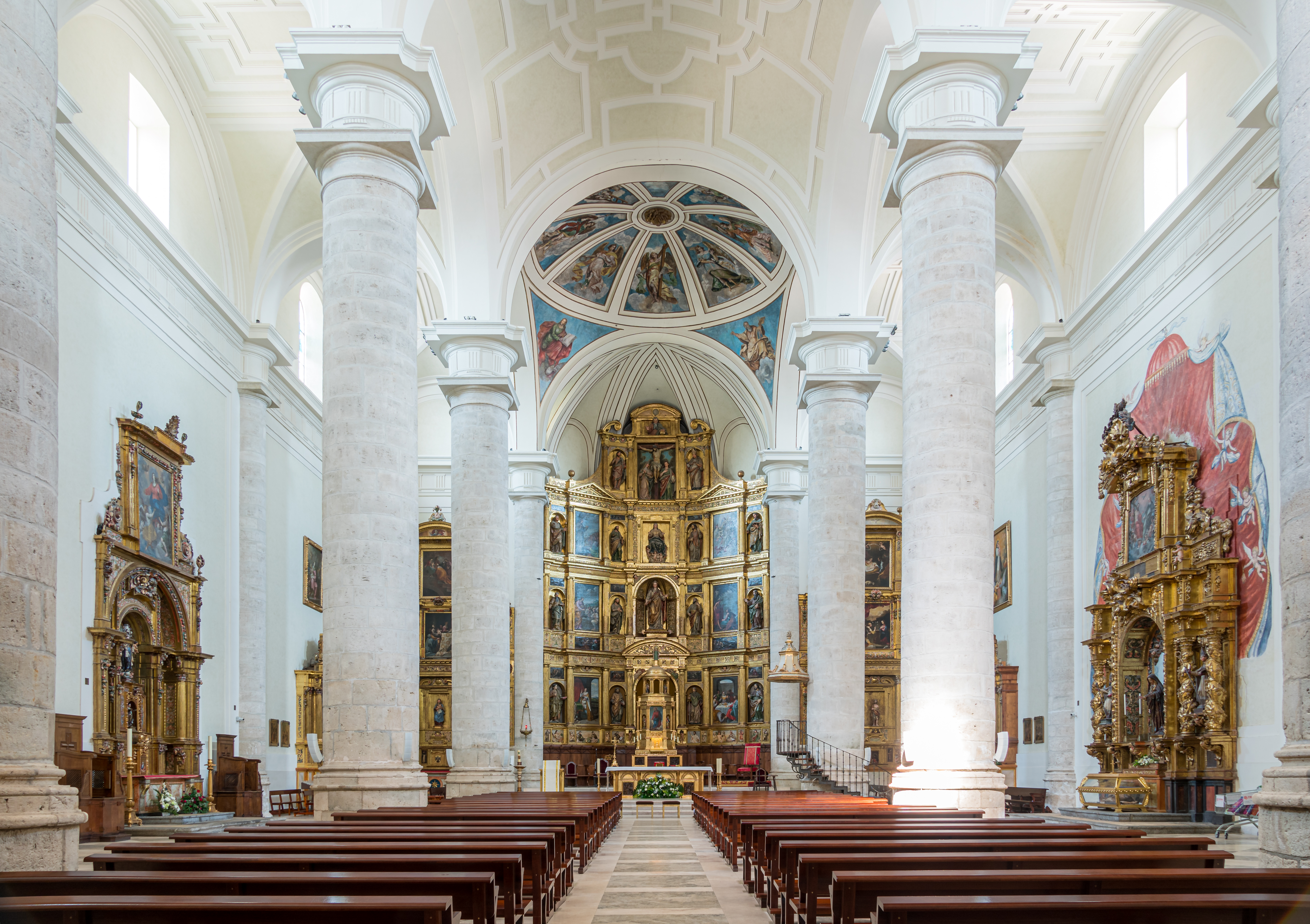
Vista del interior con el retablo mayor al fondo

La iglesia, conforme al proyecto de Covarrubias, es de planta de salón columnaria, dividida en tres naves, con gruesos contrafuertes al exterior y ábside pentagonal. Las naves del templo están separadas por gruesas columnas toscanas que soportan arcos de medio punto. Las columnas constan de un pedestal de 1,50 m de altura, rematado en su parte superior por varios anillos de diferente grosor. Los fustes son lisos y cilíndricos, de unos 7 m de altura. Los capiteles dóricos soportan cada uno un trozo de entablamento, con un friso, completamente ortodoxo, en el que alternan triglifos y metopas, también cilíndrico, y una cornisa cruciforme. El modelo podría haberse tomado de la traducción de los libros de Serlio. Un entablamento igual, con cornisa muy saliente dividida en bandas, recorre los muros del templo a la misma altura y a ellos se adosan semicolumnas iguales a las columnas de las naves. La nave central está cubierta por bóvedas vaídas, mientras que las laterales se cubren con bóvedas de cañón con lunetos, decoradas unas y otras con yeserías barrocas, correspondiendo a lo proyectado por Gómez de Mora. El crucero se cubre con cúpula sin tambor, apoyada directamente sobre las pechinas, y presenta gruesas nervaduras semejantes a las que se emplean en el cuarto de esfera del ábside.
La decoración en paredes y bóvedas es muy sobria y elegante. Se basa en una bicromía blanco-crema en equilibrada proporción. La cúpula se decora con pinturas al fresco del siglo XVIII que representan ocho ángeles con los símbolos de la Pasión en el casquete y los cuatro evangelistas en las pechinas.
A continuación se enumeran algunas de sus dimensiones:
- 57 m de longitud.
- 25 m de anchura.
- 19 m de altura.
- 2 m de grosor en sus muros.
- 1,98 x 1,57 m son sus contrafuertes en planta.
- 9 m de anchura tiene su nave central.
- 5,5 m de anchura tienen sus naves laterales.
- Más de 5 m tienen sus columnas de perímetro.

Interior de la catedral
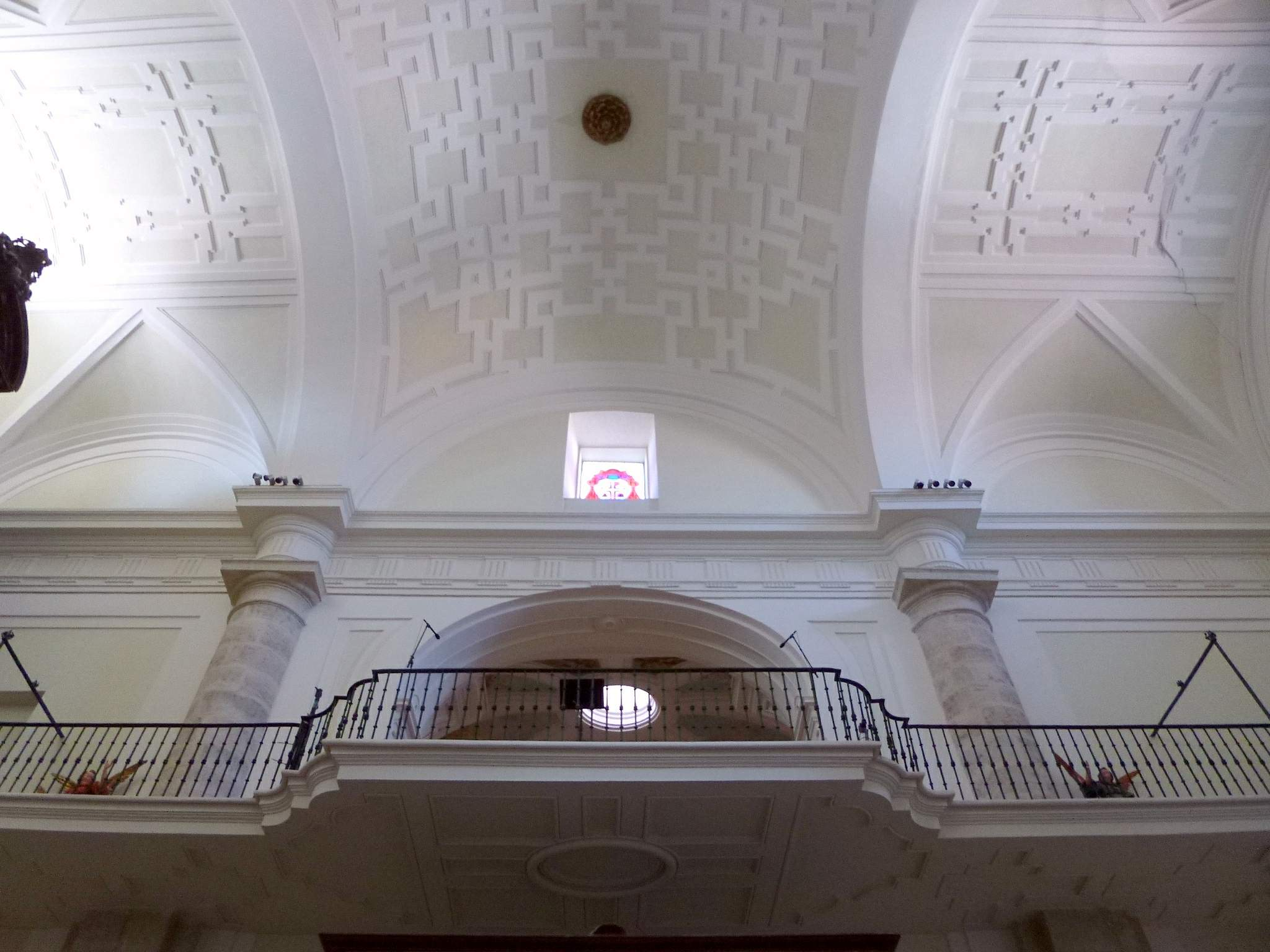
Coro.
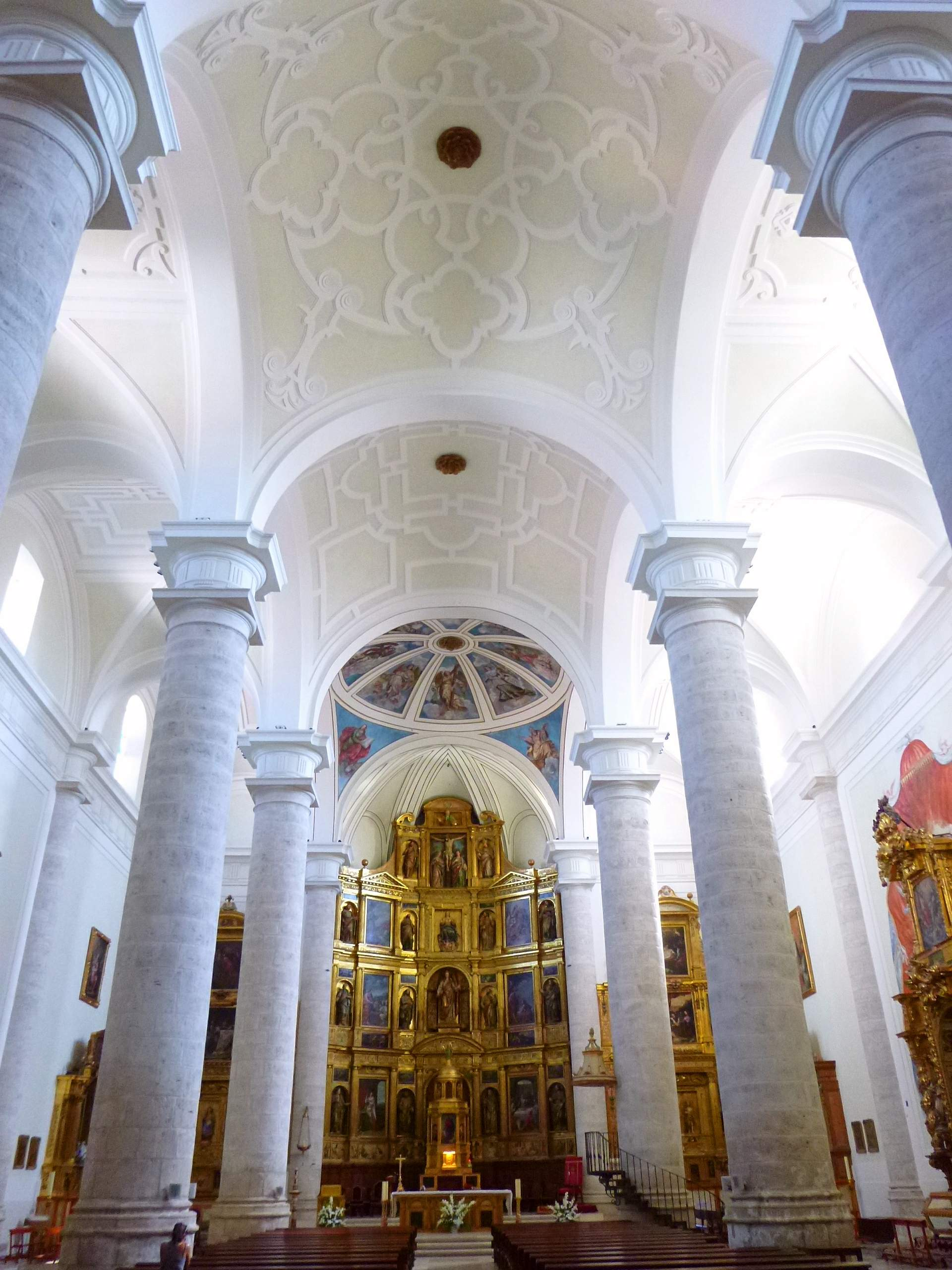
Nave central hacia el ábside.
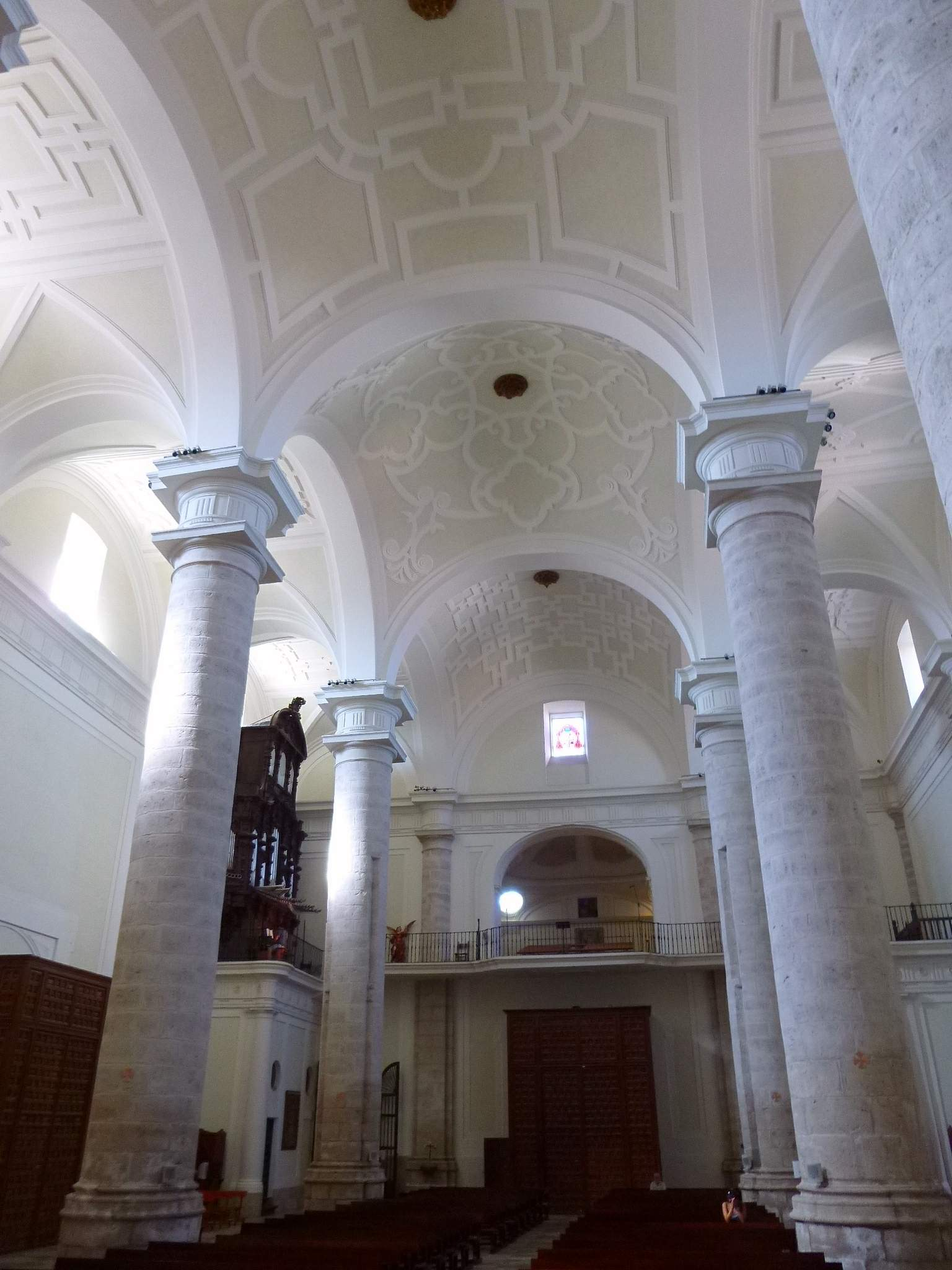
Nave central hacia el coro.
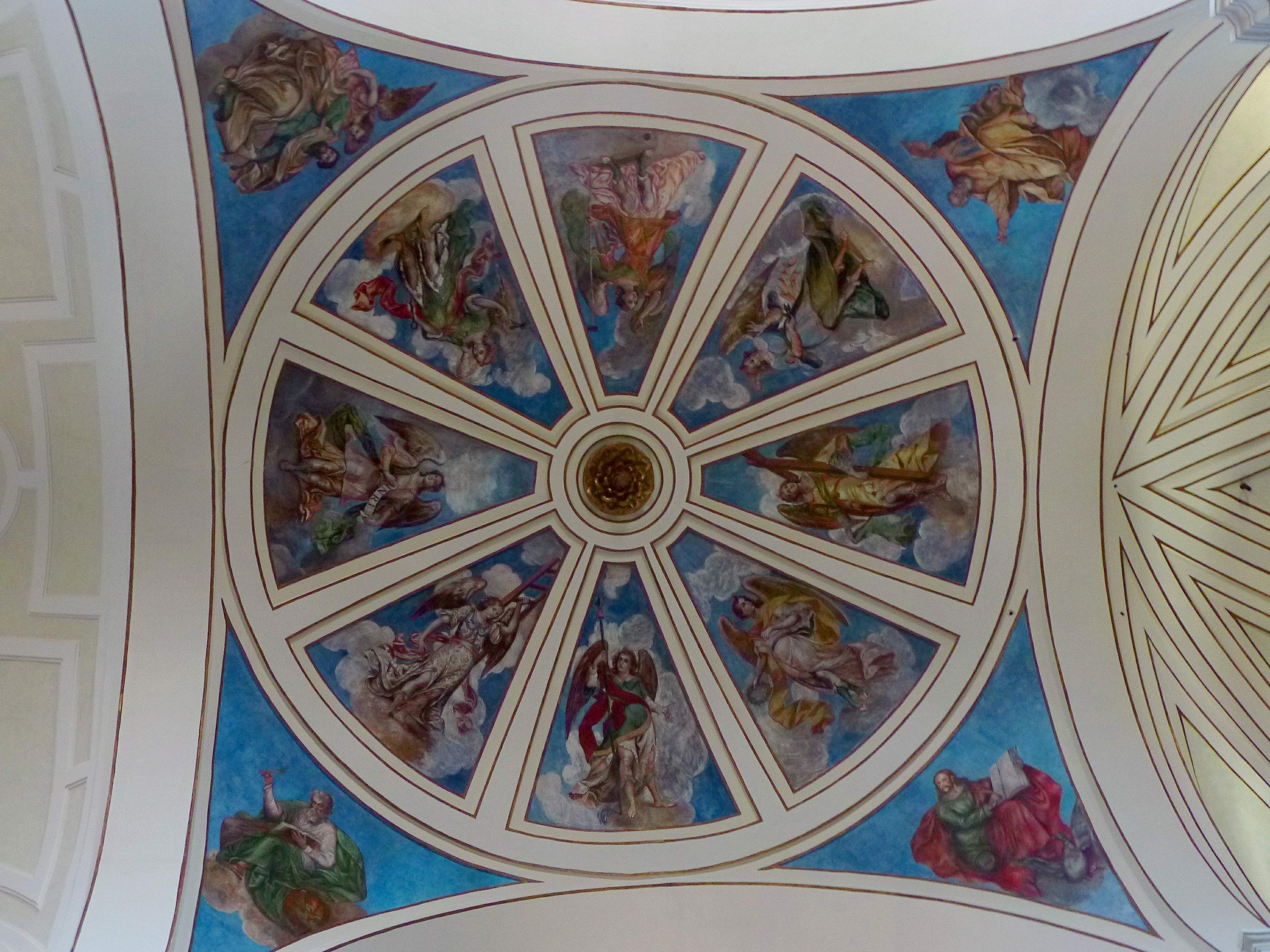
Bóveda.
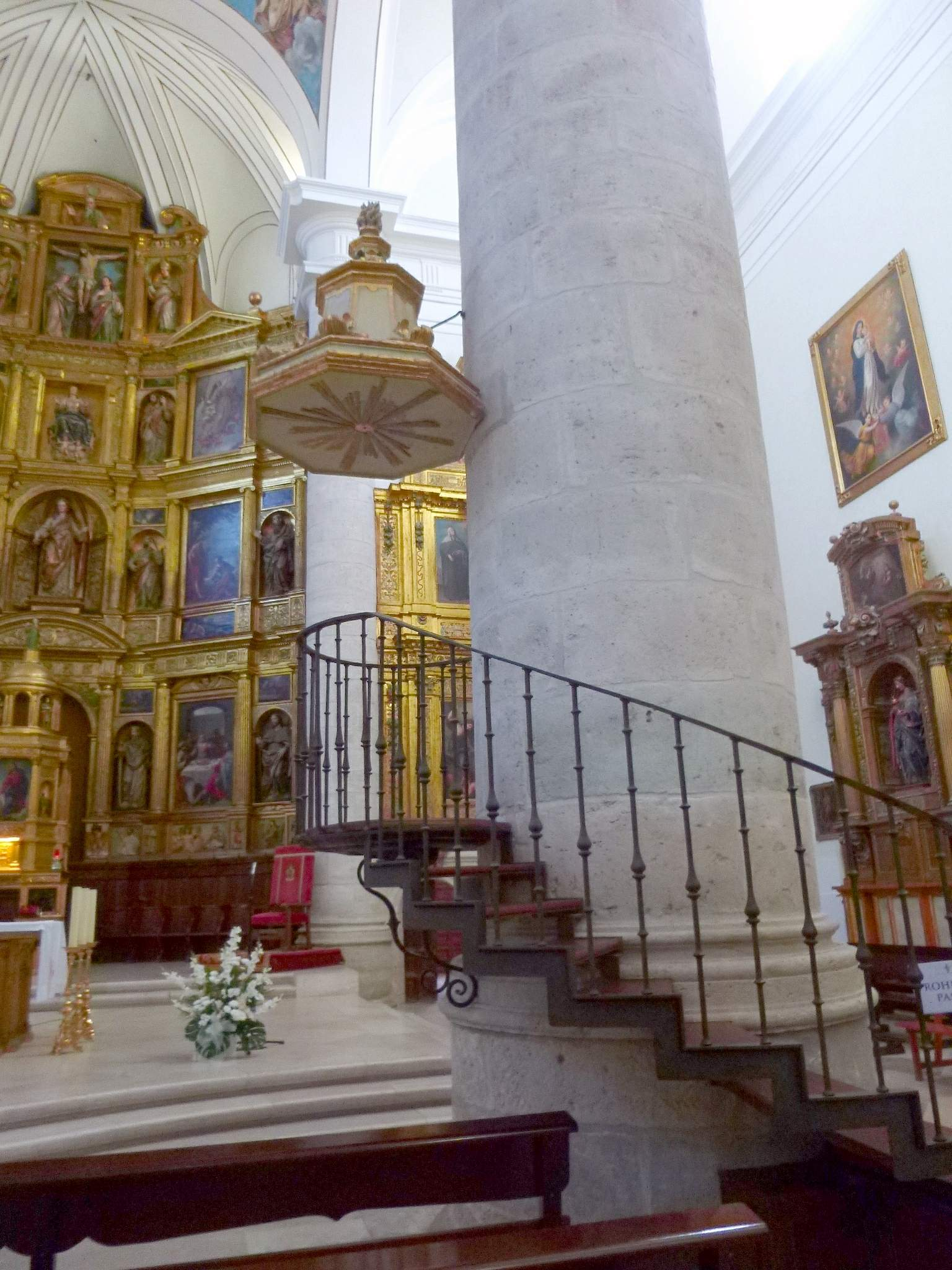
Púlpito.
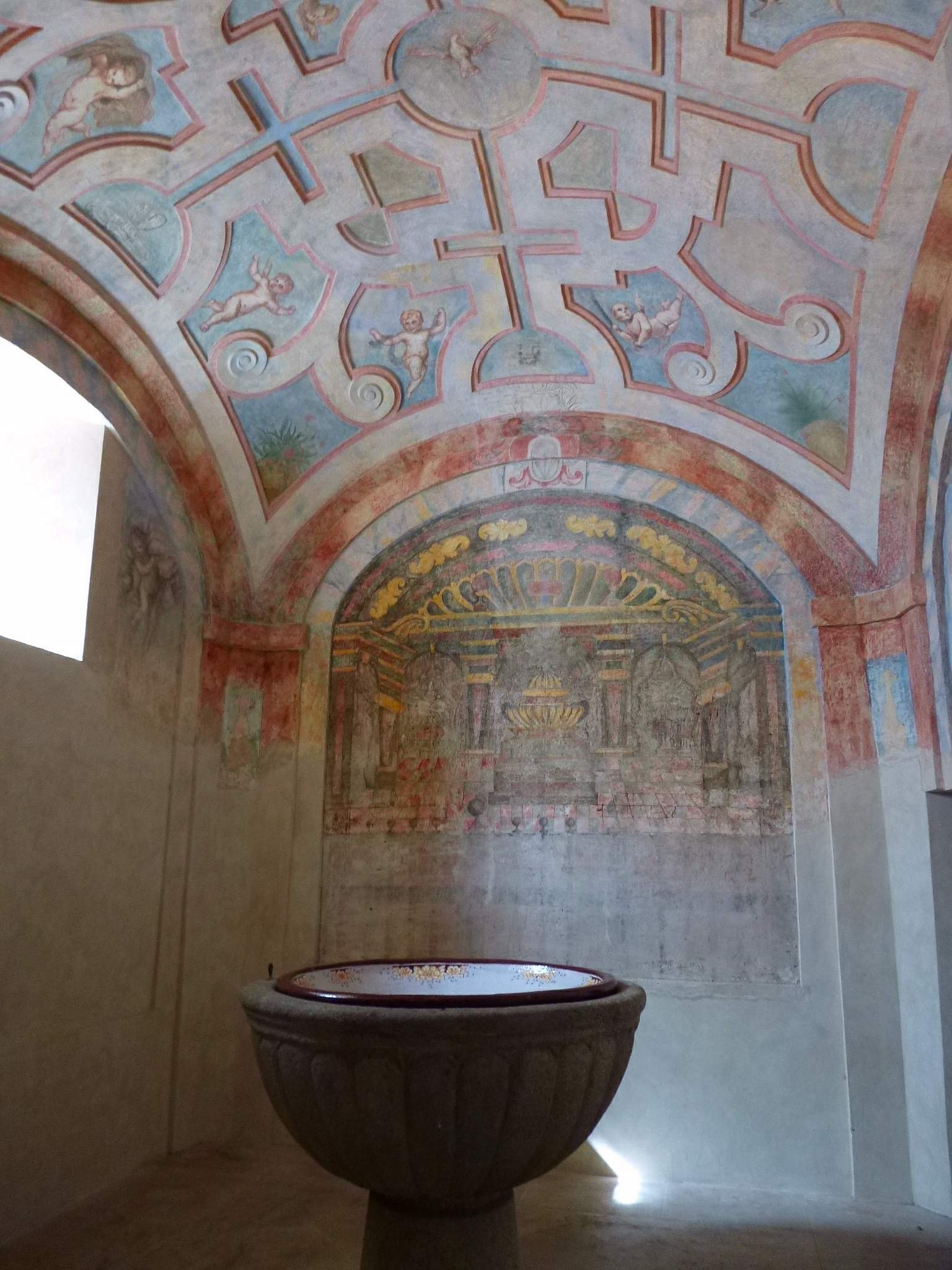
Capilla bautismal.

## Retablos y decoración

### Retablo mayor

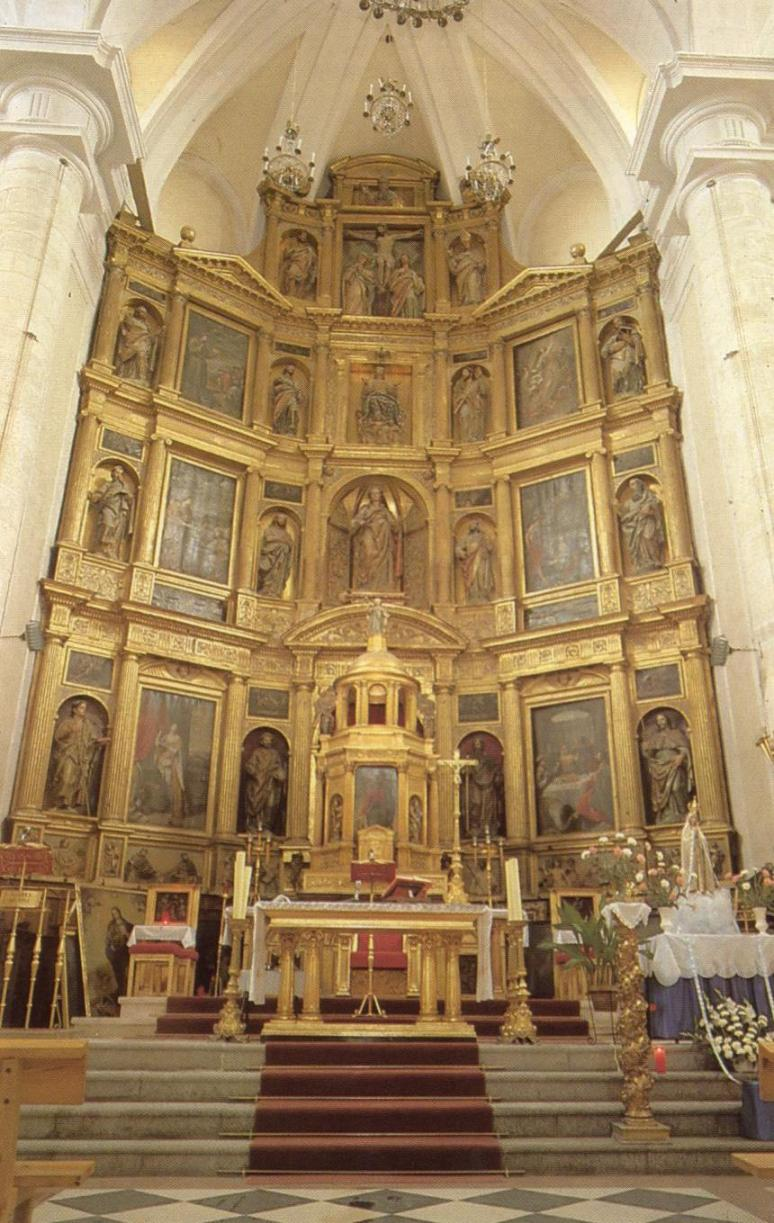
Retablo Mayor de Santa María Magdalena, de estilo Barroco

El retablo mayor fue realizado entre los años 1612 y 1618 por Alonso Carbonel, que dio las trazas, y los escultores Antonio de Herrera y Antón de Morales, encargándose del ensamblaje Luis Navarro y más tarde, al fallecer este, Juan de Porres. De las pinturas se encargaron en 1639 José Leonardo, Angelo Nardi y Félix Castelo, comprometiéndose cada uno de ellos a entregar dos pinturas dentro de dicho año. Además de su gran importancia artística, tiene el valor histórico de ser uno de los pocos que se conservan en la Comunidad de Madrid de la primera mitad del siglo XVII. La obra es de madera dorada y policromada con una altura de 13 metros y cubre los tres lados centrales del ábside. Pertenece al tipo de retablos barrocos en la línea del retablo de El Escorial, mixtos de pintura y escultura, característicos de la primera mitad del siglo XVII. Se compone de tres calles (verticales), con cuatro entrecalles en las que se dispone en hornacinas un apostolado de escultura, y tres cuerpos (horizontales) de órdenes dórico, jónico y corintio supepuestos, a los que se les añade un coronamiento y predela. Está dedicado a Santa María Magdalena, cuya escultura se halla en el segundo cuerpo de la calle central.
En la calle central del primer cuerpo se dispone exento un tabernáculo o sagrario dedicado al Buen Pastor e inspirado en el del Monasterio de El Escorial. Su escultor y ensamblador fue Luis Navarro. a él le sucedieron como escultor, Juan de Porres y como ensamblador, Miguel de Tomás. Se compone de un basamento con un cuerpo, rematados por una cúpula y linterna. Está flanqueado por seis columnas de orden compuesto, que sustentan un entablamento decorado con motivos vegetales y dos basamentos, uno poligonal y otro circular. Encima de este, otras seis columnas del mismo estilo sustentan unos arcos de medio punto que sostienen la cúpula y la linterna. Se encuentra rematada por una estatua que hace alegoría de la Fe. El tabernáculo posee un mecanismo que permite bajar la imagen del Buen Pastor y mostrar un pequeño hueco en el que se coloca el Santísimo para las adoraciones eucarísticas.
La parte escultórica se completa con los bultos de la Asunción de la Virgen y el Calvario, este en el ático flanqueado por esculturas dedicadas a San Juan Bautista y San Isidoro, con el Padre Eterno en el remate. En la predela, por último, se encuentra una serie de santos en doce relieves.
Las seis pinturas mayores situadas en las calles laterales están dedicadas a la vida de la Magdalena: Magdalena arrepentida y Magdalena unge los pies de Cristo en casa de Leví de José Leonardo; Magdalena ante e sepulcro vacío de Jesús y La predicación de la Magdalena de Félix Castelo; Noli me tangere y Asunción de la Magdalena de Angelo Nardi. Además, en lienzos menores de autor desconocido, se representan los martirios de los apóstoles acompañando a su imágenes en bulto.
Durante las fiestas patronales de Getafe, el retablo es recubierto con un manto y en el centro se monta un altar sobre el que se coloca a Nuestra Señora de los Ángeles.
|                |
| Retablo Mayor. |

| |
| Parte alta. En las hornacinas, (de izquierda a derecha) Arriba: San Juan Bautista, Cristo crucificado, San Isidoro y Dios Padre (remate). Abajo: San Pedro, la Asunción y San Pablo. |

|                  |
| María Magdalena. |

|                                                        |
| Una de las seis pinturas: María Magdalena arrepentida. |

|                                                 |
| Detalle del retablo (tabernáculo en el centro). |

### Retablos laterales
En los brazos del crucero se disponen dos retablos colaterales de un estilo barroco más avanzado aunque sin abandonar cierta sobriedad clasicista, dedicados a Nuestra Señora de la Paz y el Santo Nombre de Jesús. Atribuidos en el pasado a Alonso Cano, consta documentalmente que el primero fue contratado en 1644 por Salvador Muñoz, retablista y tratadista de arquitectura, en tanto el segundo, que sigue fielmente la traza del anterior, se contrató con su yerno, Gabriel Vázquez, tras el fallecimiento de Muñoz ya en 1645. Sí pertenecen a Alonso Cano buena parte de las pinturas de estos retablos, en las que también participaron Francisco Camilo, Matías López y Sebastián Herrera Barnuevo. Son de Cano, en el retablo del Santo Nombre de Jesús, el lienzo central de La circuncisión y sendas parejas de santos: Tomás de Aquino y Gonzalo de Amarante, de pequeño tamaño y localizados en el banco a los lados del sagrario, Santa Ana con la Virgen y Santa Isabel con San Juanito en el primer cuerpo, correspondiendo a Camilo los tres lienzos restantes: Epifanía, Santa Teresa de Jesús y San Ignacio de Loyola. En el retablo de Nuestra Señora de la Paz pertenecen a Cano Santo Domingo de Guzmán, San Agustín y Ecce Homo en el banco, el último como puerta del sagrario, San Miguel, San José con el Niño en el primer cuerpo y La Anunciación en la calle central del segundo cuerpo. De López son las santas Isabel de Portugal y Rosa de Lima que flanquean el cuadro de La Anunciación y de Herrera Barnuevo la Adoración de los pastores del ático.
Aparte de estos, en los lados que dan a los atrios laterales se encuentran un conjunto de otros cuatro retablos barrocos: El retablo de Nuestra Señora de los Ángeles, el retablo de Nuestra Señora de los Dolores, el retablo de la Purísima y el retablo de Nuestra Señora del Carmen.
En la sacristía, además de una cajonera de madera del siglo XVIII, se custodian diversas pinturas entre las que sobresale una del Santo Entierro, atribuida a Antonio de Pereda, artista del siglo XVII.

### Órgano
La catedral posee un órgano barroco que data de 1750. Este se encuentra localizado por encima de la entrada principal en la parte del coro. Durante la guerra civil este sufrió algunos daños, impidiendo su uso. Tras casi un siglo sin uso, una vez terminada la restauración de la catedral se procedió a restaurar el órgano. Este fue reinaugurado el 28 de diciembre de 2011.
|                                                                   |
| Retablo de Nuestra Señora de la Paz (Cabecera lateral izquierda). |

|                                                                                     |
| Retablo de Nuestra Señora de los Dolores (lateral derecho, con el sepulcro debajo). |

|                                |
| Nuestra Señora de los Dolores. |

|           |
| Sepulcro. |

|                                             |
| Retablo de la Purísima (lateral izquierdo). |

|                 |
| Órgano Barroco. |